# Ichthyophis garoensis
Ichthyophis garoensis és una espècie de cecília de la família dels ictiòfids. És endèmica del nord-est de l'Índia (Assam i Meghalaya). El seu hàbitat natural és el substrat de fulles humides i detritus dels boscos tropicals, on viu prop de rierols i altres masses d'aigua. Es desconeix si hi ha cap amenaça significativa per a la supervivència d'aquesta espècie. El seu nom específic, garoensis, significa 'de Garo' en llatí. Les Muntanyes Garo són la localitat tipus d'aquesta espècie.